# شعير شيلمي
الشعير الشيلمي نوع نباتي يتبع جنس الشعير من الفصيلة النجيلية.

## الموئل والانتشار
في الوطن العربي ينتشر النبات في المغرب العربي والبلقان ومعظم مناطق النصف الغربي لحوض البحر الأبيض المتوسط وشمال غرب أوروبا و.